# USS Birmingham (SSN-695)
Pour les autres navires du même nom, voir USS Birmingham.
L'USS Birmingham (SSN-695) est un sous-marin nucléaire d'attaque de classe Los Angeles en service dans l'US Navy de 1977 à 1997.

## Histoire
Construit au chantier naval Northrop Grumman de Newport News, le Birmingham  est lancé le 29 octobre 1977 et entre en service le 16 décembre 1978.
Le 22 décembre 1997, l'USS Birmingham est retiré du service et rayé des listes. Il est prévu qu'il soit démantelé et recyclé à Bremerton.[réf. nécessaire]

## Dans la fiction
Des images tournées lors des essais du Birmingham sont utilisées dans le film À la poursuite d'Octobre rouge.